# Санта-Колома (футбольный клуб)
«Санта-Колома» (кат. Futbol Club Santa Coloma) — андоррский футбольный клуб из одноименной деревни, выступающий в чемпионате Андорры. Домашние матчи проводит на стадионах Федерации футбола Андорры. Бюджет клуба составляет около 130 тысяч евро.
У «Санта-Колома» наибольшее число выигранных чемпионатов (12) и Кубков Андорры (8). Клубу также принадлежат успехи и в международных соревнованиях. В Кубке УЕФА 2007/08 «Санта-Колома» впервые из андоррских клубов обыграла соперника, а в Лиге чемпионов 2014/15 команде удалось впервые в своей истории пройти в следующий раунд.

## История

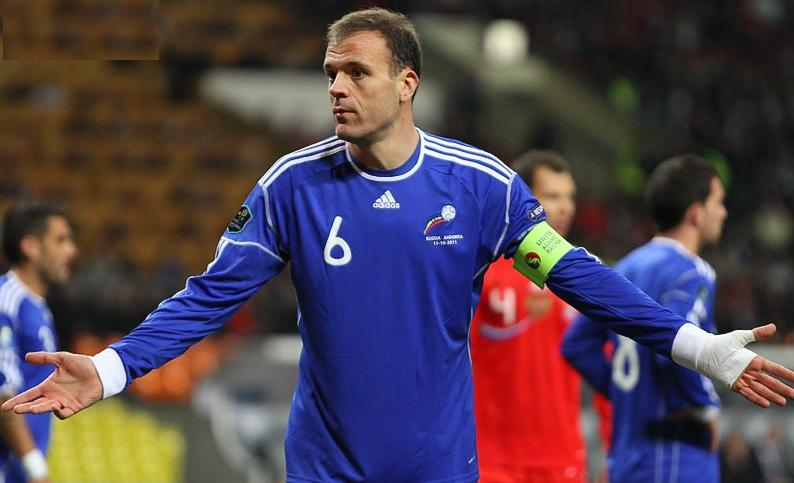
Бывший игрок и капитан «Санта-Коломы» Ильдефонс Лима является лучшим бомбардиром сборной Андорры

Команда основана в 1986 году. «Санта-Колома» стала победителем Кубка Андорры 1990/91. В сезоне 1994/95 «Санта-Колома» одержала победу в чемпионате Андорры. В следующем сезоне команда приняла участие в первом чемпионате Андорры под эгидой УЕФА и стала обладателем бронзовых наград. В Кубке Андорры команда участвовала в финале, где уступила «Принсипату» (0:2). В сезоне 1997/98 клуб впервые стал серебряным призёром первенства Андорры, а игрок команды Рафаэль Санчес Педроса — лучшим бомбардиром, который забил 36 голов. В Кубке Андорры «Санта-Колома» вышла в финал, где вновь проиграла «Принсипату» (3:4).
В следующем сезоне 1998/99 «Санта-Колома» стала серебряным призёром чемпионата и финалистом Кубка Андорры, где уступила «Принсипату» (1:3). В сезоне 1999/00 команда в третий раз стала серебряным призёром чемпионата Андорры, а в Кубке дошла до полуфинала. Победа в чемпионате Андорры 2000/01 и Кубке Андорры позволило клубу дебютировать в еврокубках, в Кубке УЕФА 2001/02 в предварительном раунде против белградского «Партизана». Тогда андоррцы уступили по сумме двух матчей (1:8).
В сезоне 2001/02 команда под руководством Марио Темино стала бронзовым призёром чемпионата. Следующий сезон стал более успешным для «Санта-Колома», команда выиграла чемпионат, Кубок и первый розыгрыш Суперкубка Андорры. В 2003 году команду возглавил испанский тренер и бывший игрок команды Шавьер Роура, он тренировал команду на протяжении следующих четырёх лет. В сезоне 2003/04 «Санта-Колома» проиграла в первом квалификационном раунде Кубка УЕФА датскому «Эсбьергу» (1:9). Аргентинец Эрнан Волкер забил единственный гол в домашнем матче. В Суперкубке «Санта-Колома» уступила «Сан-Жулии» (1:2). Также команда вновь стала чемпионом и победителем Кубка Андорры.
Летом 2004 года команда играла в первом раунде квалификации Кубка УЕФА против боснийской «Модричи» (поражение по сумме двух матчей 0:4). В чемпионате Андорры команда стала бронзовым призёром и обладателем Кубка. 14 сентября 2005 года в матче Суперкубка «Санта-Колома» одержала победу над «Сан-Жулией» со счётом 1:0, единственный гол забил Пинто. В сезоне 2005/06 команда второй раз кряду заняла 3-е место в первенстве карликового государства. В Кубке Андорры «Санта-Колома» в финале обыграла «Ранжерс» (1:1 в основное и дополнительное время, по пенальти 5:3). 17 сентября 2006 года в Суперкубке Андорры «Санта-Колома» уступила «Ранжерсу» в дополнительное время (4:3).
В сезоне 2006/07 команда стала серебряным призёром чемпионата, уступив лишь «Ранжерсу». Лучшим бомбардиром турнира стал нападающий «Санта-Коломы» Жоан Тоскано. В Кубке Конституции «Санта-Колома» дошла до финала, где обыграла «Сан-Жулию» (2:2 основное и дополнительное время, 2:4 по пенальти). В 2007 году команду возглавил Висенте Маркес, который ранее вместе с «Ранжерсом» добился первой ничьей в истории выступлений андоррских команд в еврокубках. В первом раунде квалификации Кубка УЕФА 2007/08 «Санта-Колома» неожиданно обыграла «Маккаби» из Тель-Авива (1:0) на своем поле, мяч забил Жулиа Фернандес. Эта победа стала первой для команд из Андорры в европейских соревнованиях. В гостях андоррцы проиграли (0:4) и вылетели из турнира. 16 сентября 2007 года в поединке Суперкубка «Санта-Колома» выиграла у «Ранжерса» (1:0), единственный гол забил Майкон. В Примера Дивизио 2007/08 клуб стал победителем, а в Кубке выбыл в полуфинале.
Летом 2008 года «Санта-Колома» дебютировала в квалификации Лиги чемпионов, в первом квалификационном раунде против литовского «Каунаса» и уступила по сумме двух матчей со счётом (2:7). 14 сентября 2008 года в игре Суперкубка команда обыграла «Сан-Жулию» (3:0). Сезон 2008/09 завершился для «Санта-Колома» серебряными медалями первенства, команда отстала всего на 2 очка от «Сан-Жулии». Лучшим бомбардиром чемпионата стал игрок команды Норберто Урбани, который забил 22 гола. В Кубке «Санта-Колома» победила «Лузитанс» с разгромным счётом (6:1). В июле 2009 года андоррцы участвовали во втором квалификационном раунде Лиги Европы и уступили по сумме двух матчей швейцарскому «Базелю» (7:1). В матче за Суперкубок Андорры 2009 «Санта-Колома» уступила «Сан-Жулии» (1:2). В сезоне 2009/10 клуб стал победителем чемпионата, не проиграв по ходу турнира ни разу, однако в Кубке Андорры команда выбыла на стадии четвертьфинала. Капитаном команды в этом сезоне являлся Манель Жименес, Габи Риера стал лучшим бомбардиром чемпионата, а Рикард Фернандес был признан лучшим вратарём турнира.
Летом 2010 года «Санта-Колома» участвовала в первом квалификационном раунде Лиги чемпионов против мальтийской «Биркиркары». Первая домашняя встреча завершилась техническим поражением (0:3), в связи с плохим состоянием поля на стадионе «Комуналь д'Андорра-ла-Велья». Вторая игра завершилась победой мальтийцев (4:3). Матч за Суперкубок Андорры в сентябре 2010 года завершился поражением от «Сан-Жулии» в дополнительное время (2:3).
В сезоне 2010/11 команда вновь стала чемпионом Андорры, а в Кубке выбыла на стадии 1/4 финала. В 2011 году главным тренером стал Луис Бланко. Летом 2011 года «Санта-Колома» выбыла из Лиги чемпионов на стадии первого квалификационного раунда от люксембургского «Ф91 Дюделанж» (0:4 по сумме двух матчей). В Суперкубке Андорры 2011 команда вновь уступила «Сан-Жулии» (4:3). Сезон 2011/12 завершился для клуба серебряными медалями в первенстве карликового государства. В Кубке Андорры «Санта-Колома» одолела «Лузитанс» (1:0), благодаря автоголу Луиса Филипе Пинто. Лучшим игроком финала был признан футболист команды Кристофер Поуза, а Рикард Фернандес стал лучшим вратарём чемпионата. В июле 2012 года «Санта-Колома» участвовала в первом квалификационном раунде Лиги Европы и вылетела от хорватского «Осиека» (1:4 по сумме двух матчей). В Суперкубке 2012 года команда уступила «Лузитансу» (2:1).
В сезоне 2012/13 «Санта-Колома» заняла второе место в чемпионате, уступив лишь «Лузитансу». В Кубке Андорры команда выбыла в полуфинале. В июле 2013 года андоррцы участвовали в Лиге Европы, однако вылетели в первом квалификационном раунде, уступив исландской команде «Брейдаблик» (0:4 по сумме двух матчей). В начале сезона 2013/14 команду возглавил Ричард Имбернон. Чемпионат Андорры завершился для «Санта-Колома» победой, а Кубок завершился на стадии полуфинала. Капитаном команды в этом сезоне являлся защитник Давид Рибольеда.
Стадионы на которых играет 
«Санта-Колома»
В сезоне 2014/15 впервые в своей истории «Санта-Колома» прошла в следующий раунд еврокубков, одолев в первом квалификационном раунде Лиги чемпионов армянский «Бананц» за счёт гола, забитого на чужом поле (1:0 и 2:3). Решающий гол на 95-й минуте второго матча забил вратарь андоррцев Элой Казальс. Во втором раунде команда играла против «Маккаби» из Тель-Авива (с которым андоррцы играли в сезоне 2007/08). По сумме двух матчей израильтяне одержали победу (3:0). Суперкубок Андорры 2014 завершился поражением от «Сан-Жулии» (0:1). По итогам опроса читателей сайта Andorsport «Санта-Колома» была названа лучшей командой Андорры 2014 года.
В сезоне 2014/15 «Санта-Колома» была одной из самых результативных команд Европы. На Кубке африканских наций 2015 участвовал игрок «Санта-Колома» — Жувеналь Эджого-Овоно, представлявший Экваториальную Гвинею. По итогам чемпионата команда завоевала золотые медали, лучшим бомбардиром турнира с 22 мячами стал игрок клуба Кристиан Мартинес, капитаном команды в этом сезоне являлся Ильдефонс Лима. 10 мая 2015 года «Санта-Колома» сыграла в финале Кубка Андорры против «Сан-Жулии» и уступила со счётом (1:1 в основное время и 4:5 по пенальти).
22 июля 2022 года команду возглавил российский тренер Дмитрий Черышев. Российский специалист привёл команду к третьему месту в чемпионате, выведя клуб в квалификационный раунд Лиги конференций следующего сезона. С Черышевым «Санта-Колома» стала первой андоррской командой, которая прошла два раунда в еврокубках, выйдя в третий квалификационный раунд Лиги конференций 2023/24, выбив валлийский «Пенибонт» (1:1, 2:0 ДВ) и черногорскую «Сутьеску» (0:2, 3:0 ДВ), и проиграв нидерландскому АЗ (0:1, 0:2). В конце ноября 2023 года «Санта-Колома» объявила об уходе Черышева с поста главного тренера клуба.

## Дерби

### Эль-Класико
Главным противостоянием «Санта-Коломы» в первенствах Андорры являются игры против команды «Сан-Жулиа». Данное дерби называют классическим или Эль-Класико. Обе команды с момента создания соревнуются за звания чемпиона Андорры. В финалах Кубка Конституции команды встречались шесть раз, в пяти играх побеждала «Санта-Колома». В матчах Суперкубка Андорры клубы играли между собой восемь раз, в пяти встречах «Сан-Жулиа» побеждала.

### Эль-дерби Коломенк
Местным дерби являются игры против «Унио Эспортива Санта-Колома», которое также базируется в деревне Санта-Колома. Особенно острым соперничество между этими двумя командами стало в сезоне 2009/10, когда они боролись за победу в чемпионате Андорры. В последнем туре сезона 2011/12 «Санта-Колома» сыграла вничью с «Унио Эспортива» (0:0) и упустила титул чемпиона Андорры (чемпионом стал «Лузитанс», а «Санта-Колома» заняла второе место).

## Стадион
Футбольная федерация Андорры проводит матчи Примера и Сегона Дивизио на принадлежащих ей стадионах. Также федерация распределяет стадионы и поля для тренировок для каждой команды. «Комуналь д'Андорра-ла-Велья» вмещает 1299 человек и находиться в Андорра-ла-Велья, «Комуналь д’Ашоваль» расположен на юге Андорры в Сан-Жулиа-де-Лория и вмещает 899 зрителей. Иногда матчи проводятся в приграничном с Андоррой испанском городе Алас-и-Серк, на стадионе «Сентре Эспортиу д'Алас», вмещающем 1500 человек.

## Состав
Каждый клуб чемпионата Андорры может иметь не более трёх игроков из Испании с профессиональным контрактом, которые не проживают в Андорре.

### Игроки
| №  |               | Позиция | Имя             |  |
| -- | ------------- | ------- | --------------- |  |
| 1  | Флаг Андорры  | Вр      | Жозеп Гомес     |  |
| 2  | Флаг Испании  | Защ     | Роберт Рамос    |  |
| 3  | Флаг Испании  | Защ     | Херард Гомес    |  |
| 4  | Флаг Колумбии | Защ     | Хильмар Торрес  |  |
| 5  | Флаг Испании  | Защ     | Алекс Санчес    |  |
| 6  | Флаг Испании  | ПЗ      | Дани Торибио    |  |
| 7  | Флаг Испании  | ПЗ      | Марио Мурело    |  |
| 9  | Флаг Испании  | Нап     | Марк Ньерга     |  |
| 10 | Флаг Испании  | Нап     | Давид Виржили   |  |
| 11 | Флаг Испании  | Нап     | Руфо            |  |
| 13 | Флаг Испании  | Вр      | Адриа Коллет    |  |
| 14 | Флаг Испании  | ПЗ      | Хамза Ряхи      |  |
| 15 | Флаг Испании  | Защ     | Серхио Родригес |  |

| №  |                | Позиция | Имя                |  |
| -- | -------------- | ------- | ------------------ |  |
| 16 | Флаг Испании   | ПЗ      | Виктор Алонсо      |  |
| 17 | Флаг Испании   | Защ     | Хильем Хименес     |  |
| 18 | Флаг Испании   | ПЗ      | Мигель Лопес       |  |
| 19 | Флаг Испании   | Нап     | Иван Гарридо       |  |
| 20 | Флаг Андорры   | ПЗ      | Мойзес Сан-Николас |  |
| 21 | Флаг Венесуэлы | ПЗ      | Октавио Паэс       |  |
| 22 | Флаг Испании   | Защ     | Давид Креспо       |  |
| 23 | Флаг Андорры   | ПЗ      | Мигель Анхель      |  |
| 24 | Флаг Венесуэлы | Нап     | Кристиан Новоа     |  |
| 26 | Флаг Украины   | ПЗ      | Андрей Маркович    |  |
| 30 | Флаг Испании   | ПЗ      | Элой Хила          |  |
| 31 | Флаг Испании   | Вр      | Хосе Бехарано      |  |
| 32 | Флаг Испании   | Нап     | Марио Моурело      |  |

## Резервная команда
Дубль «Санта-Коломы» выступает во втором дивизионе Андорры. Резервная команда становилась победителем Сегона Дивизио, серебряным и трижды бронзовым призёром первенства.

## Достижения
- Чемпион Андорры (13): 1994/95, 2000/01, 2002/03, 2003/04, 2007/08, 2009/10, 2010/11, 2013/14, 2014/15, 2015/16, 2016/17, 2017/18, 2018/19
- Серебряный призёр чемпионата Андорры (8): 1997/98, 1998/99, 1999/00, 2006/07, 2008/09, 2011/12, 2012/13,  2019/20
- Бронзовый призёр чемпионата Андорры (6): 1995/96, 2001/02, 2004/05, 2005/06, 2020/21, 2022/23
- Обладатель Кубка Андорры (10): 1991, 2001 2001, 2003, 2004, 2005, 2006, 2007, 2009, 2012, 2018
- Финалист Кубка Андорры (7): 1996, 1998, 1999, 2015, 2017, 2019
- Обладатель Суперкубка Андорры (7): 2003, 2005, 2007, 2008, 2015,  2017,  2019
- Финалист Суперкубка Андорры (10): 2004, 2006, 2009, 2010, 2011, 2012, 2014, 2016, 2018, 2020

## Главные тренеры
- Марио Темино (2001—2002)[58]
- Шавьер Роура (2003—2007)[58]
- Висенте Маркес (2007—2010)[58]
- Шавьер Роура (2010)[58]
- Сальвадор Эструх (2010—2011)[59]
- Луис Бланко (2011—2013)[58]
- Ричард Имбернон (2013—2018)[60]
- Марк Родригес Ребуль (2018—2020)[61]
- Альберт Хоркера (2020—2021)[62]
- Дмитрий Черышев (2022—2023)[40]

## Статистика

### Внутренние первенства
| Сезон   | Дивизион        | Место в чемпионате | И  | В  | Н | П | ГЗ | ГП | О  | Кубок Андорры | Суперкубок Андорры | Примечание |
| ------- | --------------- | ------------------ | -- | -- | - | - | -- | -- | -- | ------------- | ------------------ | ---------- |
| 1995/96 | Примера Дивизио | 3 из 10            | 18 | 13 | 3 | 2 | 52 | 26 | 42 | Финалист      |                    |            |
| 1996/97 | Примера Дивизио | 4 из 12            | 22 | 10 | 3 | 9 | 57 | 31 | 33 |               |                    |            |
| 1997/98 | Примера Дивизио | 2 из 11            | 20 | 18 | 1 | 1 | 99 | 11 | 55 | Финалист      |                    |            |
| 1998/99 | Примера Дивизио | 2 из 12            | 22 | 17 | 3 | 2 | 64 | 19 | 54 | Финалист      |                    |            |
| 1999/00 | Примера Дивизио | 2 из 8             | 12 | 9  | 2 | 1 | 34 | 10 | 28 | Полуфинал     |                    |            |
| 2000/01 | Примера Дивизио | 1 из 8             | 20 | 13 | 5 | 2 | 44 | 20 | 54 | Победитель    |                    |            |
| 2001/02 | Примера Дивизио | 3 из 8             | 20 | 12 | 6 | 2 | 57 | 23 | 42 | 1/4 финала    |                    |            |
| 2002/03 | Примера Дивизио | 1 из 9             | 22 | 14 | 7 | 1 | 58 | 14 | 49 | Победитель    | Победитель         |            |
| 2003/04 | Примера Дивизио | 1 из 8             | 20 | 14 | 3 | 3 | 44 | 21 | 45 | Победитель    | Финалист           |            |
| 2004/05 | Примера Дивизио | 3 из 8             | 20 | 12 | 1 | 7 | 50 | 26 | 37 | Победитель    | Победитель         |            |
| 2005/06 | Примера Дивизио | 3 из 8             | 20 | 11 | 3 | 6 | 47 | 17 | 36 | Победитель    | Финалист           |            |
| 2006/07 | Примера Дивизио | 2 из 8             | 20 | 14 | 2 | 4 | 41 | 17 | 44 | Победитель    | Победитель         |            |
| 2007/08 | Примера Дивизио | 1 из 8             | 20 | 14 | 5 | 1 | 69 | 10 | 47 | Полуфинал     | Победитель         |            |
| 2008/09 | Примера Дивизио | 2 из 8             | 20 | 15 | 3 | 2 | 75 | 12 | 48 | Победитель    | Финалист           |            |
| 2009/10 | Примера Дивизио | 1 из 8             | 20 | 13 | 7 | 0 | 46 | 14 | 46 | 1/4 финала    | Финалист           |            |
| 2010/11 | Примера Дивизио | 1 из 8             | 20 | 15 | 4 | 1 | 70 | 10 | 49 | Полуфинал     | Финалист           |            |
| 2011/12 | Примера Дивизио | 2 из 8             | 20 | 11 | 5 | 4 | 56 | 17 | 38 | Победитель    | Финалист           |            |
| 2012/13 | Примера Дивизио | 2 из 8             | 20 | 10 | 9 | 1 | 31 | 16 | 39 | Полуфинал     |                    |            |
| 2013/14 | Примера Дивизио | 1 из 8             | 20 | 13 | 3 | 4 | 50 | 12 | 42 | Полуфинал     | Финалист           |            |
| 2014/15 | Примера Дивизио | 1 из 8             | 20 | 13 | 3 | 4 | 64 | 14 | 42 | Финалист      | Победитель         |            |
| 2015/16 | Примера Дивизио | 1 из 8             | 20 | 14 | 5 | 1 | 44 | 8  | 47 | Полуфинал     | Финалист           |            |
| 2016/17 | Примера Дивизио | 1 из 8             | 27 | 18 | 6 | 3 | 57 | 21 | 60 | Финалист      | Победитель         |            |
| 2017/18 | Примера Дивизио | 1 из 8             | 27 | 18 | 4 | 5 | 62 | 20 | 58 | Победитель    | Финалист           |            |
| 2018/19 | Примера Дивизио | 1 из 8             | 27 | 15 | 9 | 3 | 41 | 18 | 54 | Финалист      | Победитель         |            |
| 2019/20 | Примера Дивизио | 2 из 8             | 24 | 15 | 6 | 3 | 48 | 12 | 51 | Финалист      | Финалист           |            |
| 2020/21 | Примера Дивизио | 3 из 8             | 20 | 8  | 8 | 4 | 28 | 19 | 32 | 1/2 финала    |                    |            |
| 2021/22 | Примера Дивизио | 5 из 8             | 27 | 15 | 7 | 5 | 64 | 34 | 52 | 1/4 финала    |                    |            |
| 2022/23 | Примера Дивизио | 3 из 8             | 28 | 15 | 8 | 5 | 55 | 19 | 53 | Финалист      |                    |            |

Источники: Статистика выступлений взята с сайта foot.dk

### Выступления в еврокубках
| Сезон   | Турнир                | Раунд                         | Соперник            | Дома           | В гостях       | Общий счёт     |  |
| ------- | --------------------- | ----------------------------- | ------------------- | -------------- | -------------- | -------------- |  |
| 2001/02 | Кубок УЕФА            | Предварительный раунд         | Партизан (Белград)  | 0:1            | 1:7            | 1:8            |  |
| 2003/04 | Кубок УЕФА            | Предварительный раунд         | Эсбьерг             | 1:4            | 0:5            | 1:9            |  |
| 2004/05 | Кубок УЕФА            | Первый квалификационный раунд | Модрича             | 0:1            | 0:3            | 0:4            |  |
| 2007/08 | Кубок УЕФА            | Первый квалификационный раунд | Маккаби (Тель-Авив) | 1:0            | 0:4            | 1:4            |  |
| 2008/09 | Лига чемпионов УЕФА   | Первый квалификационный раунд | Каунас              | 1:4            | 1:3            | 2:7            |  |
| 2009/10 | Лига Европы УЕФА      | Второй квалификационный раунд | Базель              | 1:4            | 0:3            | 1:7            |  |
| 2010/11 | Лига чемпионов УЕФА   | Первый квалификационный раунд | Биркиркара          | - : +          | 3:4            | 3:7            |  |
| 2011/12 | Лига чемпионов УЕФА   | Первый квалификационный раунд | Ф91 Дюделанж        | 0:2            | 0:2            | 0:4            |  |
| 2012/13 | Лига Европы УЕФА      | Первый квалификационный раунд | Осиек               | 0:1            | 1:3            | 1:4            |  |
| 2013/14 | Лига Европы УЕФА      | Первый квалификационный раунд | Брейдаблик          | 0:0            | 0:4            | 0:4            |  |
| 2014/15 | Лига чемпионов УЕФА   | Первый квалификационный раунд | Бананц              | 1:0            | 2:3            | 3:3 (г)        |  |
| 2014/15 | Лига чемпионов УЕФА   | Второй квалификационный раунд | Маккаби (Тель-Авив) | 0:2            | 0:1            | 0:3            |  |
| 2015/16 | Лига чемпионов УЕФА   | Первый квалификационный раунд | Линкольн Ред Импс   | 1:2            | 0:0            | 1:2            |  |
| 2016/17 | Лига чемпионов УЕФА   | Первый квалификационный раунд | Алашкерт            | 0:0            | 0:3            | 0:3            |  |
| 2017/18 | Лига чемпионов УЕФА   | Первый квалификационный раунд | Алашкерт            | 1:1            | 0:1            | 1:2            |  |
| 2018/19 | Лига чемпионов УЕФА   | Первый предварительный раунд  | Дрита               | 0:21           | 0:21           | 0:21           |  |
| 2018/19 | Лига Европы УЕФА      | Второй квалификационный раунд | Валюр               | 1:0            | 0:3            | 1:3            |  |
| 2019/20 | Лига чемпионов УЕФА   | Первый предварительный раунд  | Тре Пенне           | 1:01           | 1:01           | 1:01           |  |
| 2019/20 | Лига чемпионов УЕФА   | Второй предварительный раунд  | Ферроникели         | 1:21           | 1:21           | 1:21           |  |
| 2019/20 | Лига Европы УЕФА      | Второй квалификационный раунд | Астана              | 0:0            | 1:4            | 1:4            |  |
| 2020/21 | Лига Европы УЕФА      | Предварительный раунд         | Искра               | 0:0 (3:4 пен.) | 0:0 (3:4 пен.) | 0:0 (3:4 пен.) |  |
| 2021/22 | Лига конференций УЕФА | Первый раунд                  | Монс Кальпе         | 1:1            | 4:0            | 5:1            |  |
| 2021/22 | Лига конференций УЕФА | Второй раунд                  | Хиберниан           | 0:3            | 1:2            | 1:5            |  |
| 2023/24 | Лига конференций УЕФА | Первый раунд                  | Пенибонт            | 1:1            | 2:0 (ДВ)       | 3:1            |  |
| 2023/24 | Лига конференций УЕФА | Второй раунд                  | Сутьеска            | 0:2            | 3:0 (ДВ)       | 3:2            |  |
| 2023/24 | Лига конференций УЕФА | Первый раунд                  | АЗ                  | 0:1            | 0:2            | 0:3            |  |

Примечание
 ↑  По регламенту противостояния на 1-м и 2-м предварительном раундах сезона-2018/19 Лиги чемпионов состоят из одного матча.
 Источники: Статистика выступлений взята с сайта worldfootball.net